# Friedrich von Thudichum

Friedrich Thudichum (1906)

Friedrich Wolfgang Karl Thudichum, ab 1877 von Thudichum, (* 18. November 1831 in Büdingen; † 17. März 1913 in Bad Wildbad) war ein deutscher Rechtswissenschaftler in Tübingen.

## Leben
Thudichum war Sohn des Sophoklesübersetzers und Gymnasialdirektors Georg Thudichum (1794–1873) des Wolfgang-Ernst-Gymnasiums in Büdingen. Er studierte von 1849 bis 1852 an der Hessischen Ludwigs-Universität Rechtswissenschaft und wurde im Corps Hassia Gießen aktiv. Im Frühjahr 1852 legte er die erste juristische Staatsprüfung, im Herbst 1854 die zweite ab. 1855 reiste er zu Studienzwecken nach England und Frankreich und trat dann in den Justizdienst in Hessen. Am 19. August 1857 promovierte er zum Dr. iur. utr. an der Universität Gießen. Am 20. Februar 1858 habilitierte er sich in Gießen als Privatdozent. 1862 berief ihn die Eberhard Karls Universität Tübingen als außerordentlicher Professor. Vom 20. Mai 1870 bis zum 10. Dezember 1900 war er ordentlicher Professor. Für das akademische Jahr 1880/81 wurde er zum Rektor gewählt. Nach 30 Dienstjahren wurde er 1901 emeritiert. Sein Bruder Ludwig Thudichum (1829–1901) begründete die Neurochemie. Sein Onkel, der Theologe und Schriftsteller Gustav Baist, machte sich um die Gründung von Raiffeisen-Kassen verdient.
| Friedrich Wolfgang Karl Thudichum Dr. jur. und Professor der Rechte zu Tübingen Ritter I. Klasse des Ordens der Württembergischen Krone * 18. November 1831 in Büdingen; † 17. März 1913 zu Wildbad |                             |                             |                                   |
| Viktoria, geb. Stein * 23. Dezember 1842 in Arcos, Mexiko; † 1. Juni 1889 in Tübingen |                             |                             |                                   |
| ⚭ 1. Juni 1865 in Darmstadt |                             |                             |                                   |
| Kinder: |                             |                             |                                   |
| 1 | Gustav Adolf Friedrich Karl | * 19. März 1866 in Tübingen | † 9. April 1949 in Pähl           |
| 2 | Maria Ottilie Lina          | * 30. Juli 1868 in Tübingen | † 11. September 1937 in Stuttgart |

## Ehrungen
- Orden der Württembergischen Krone, Ritterkreuz I. Klasse; Nobilitierung (1877)[5]

## Werke
- Geschichte des Eides. Tübingen 1911.
- Die Stadtrechte von Tübingen 1388–1493. Tübingen 1906.
- Lex Salica.  Tübingen 1895.
- Geschichte des deutschen Privatrechts. Stuttgart 1894.
- Geschichte des Geschlechtes Thudichum. Armbruster & Riecker, Tübingen 1893. Digitalisat
- Bismarcks parlamentarische Kämpfe und Siege. Stuttgart 1887.
- Deutsches Kirchenrecht des 19. Jahrhunderts. Leipzig 1877–1878.
- Rechtsgeschichte der Wetterau. Tübingen 1867–1885.
- Verfassungsrecht des Norddeutschen Bundes und des Deutschen Zollvereins. Tübingen 1869.
- Der altdeutsche Staat, 1862.
- Die Gau- und Markverfassung in Deutschland. Gießen 1860.